# Национално знаме на Мексико
Националното знаме на Мексико (на испански: Bandera de México) е символ на държавата. Прието на 16 септември 1968 г.
Флагът има 3 равношироки вертикални линии – зелена, бяла и червена. Отляво е зеленият цвят, в средата е разположен белия цвят – върху него е сложен гербът на Мексико, отдясно е червеният цвят. Зеленият цвят на флага символизира надеждата и изобилието на хубава почва в страната, белият – чистотата, червеният – кръвта, пролята за независимостта на Мексико.
Знамето е същото като на Италия, само че в средата е сложен гербът. Той е разположен в центъра на флага и представлява древният символ на ацтеките. Изобразява орел, държащ в ноктите си зелена змия, стои върху кактус, израснал върху риф в средата на езеро. Това е желанието на боговете – ацтеките да се заселят там, където срещнат изобразеното на герба място. То е открито при езерото Текскоко, където е основан Теночтитлан през 1325 г. Древният символ на ацтеките е забранен по време на колониалния период.

## Исторически знамена
- 1823 – 1864, 1867 – 1893
- 1893 – 1916
- 1916 – 1934
- 1934 – 1968